# Cavariella himachali
Cavariella himachali är en insektsart. Cavariella himachali ingår i släktet Cavariella och familjen långrörsbladlöss. Inga underarter finns listade i Catalogue of Life.